# Javi García
Javi García, właśc. Francisco Javier García Fernández (ur. 8 lutego 1987 w Murcji) – hiszpański piłkarz, który występował na pozycji defensywnego pomocnika. Jest wychowankiem Realu Madryt. W pierwszej drużynie zadebiutował 28 listopada 2004 roku w wygranym 5:0 meczu z Levante UD. 20 lipca 2009 roku zawodnik doszedł do porozumienia z zespołem z Lizbony. Podpisał umowę, która obowiązywała przez cztery lata. 31 sierpnia 2012 w ostatni dzień okienka transferowego za 16 milionów funtów przeszedł do Manchesteru City. Od lipca 2022 jest trenerem zespołu SL Benfica.